# Mantidactylus grandidieri
Mantidactylus grandidieri är en groddjursart som beskrevs av François Mocquard 1895. Mantidactylus grandidieri ingår i släktet Mantidactylus och familjen Mantellidae. IUCN kategoriserar arten globalt som livskraftig. Inga underarter finns listade i Catalogue of Life.